# بيث براون
بيث براون (بالإنجليزية: Beth Brown)‏ هي فنانة أمريكية، ولدت في 9 أغسطس 1977 في ريتشموند في الولايات المتحدة.